# Zmarli w styczniu 2017

## Styczeń 2017
- 31 stycznia
  - Tom Barlow – amerykański polityk[1]
  - Zdzisław Kazimierz Kwieciński – polski działacz podziemia niepodległościowego w czasie II wojny światowej, kawaler orderów[2]
  - Deke Leonard – walijski muzyk rockowy[3]
  - Andrzej Łukaszewski – polski malarz[4]
  - Alfons Maćkowiak – polski uczestnik II wojny światowej, żołnierz 1 Samodzielnej Brygady Spadochronowej[5]
  - Jerzy Matyjek – polski lekarz, polityk i działacz społeczny, poseł na Sejm I kadencji[6]
  - Frank Pellegrino – amerykański aktor i restaurator[7]
  - John Wetton – brytyjski muzyk rockowy[8]
  - Leszek Winnicki – polski operator filmowy, reżyser i producent[9]
- 30 stycznia
  - Marta Becket – amerykańska aktorka, tancerka, choreograf i malarka[10]
  - Krzysztof Cetnarowicz – polski informatyk, prof. dr hab. inż.[11][12]
  - Walter Hautzig – amerykański pianista[13]
  - Zygmunt Krzemiński – polski konstruktor i przedsiębiorca[14]
  - Bogdan Radzikowski – polski bokser, mistrz i reprezentant Polski[15]
  - Bogdan Rogatko – polski historyk i krytyk literatury, publicysta[16][17]
- 29 stycznia
  - Lech Brański – polski kompozytor, aranżer i operator dźwięku[18]
  - Willy Fossli – norweski piłkarz[19]
  - Włodzimierz Kwas – polski zawodnik sportów motocyklowych oraz konstruktor[20]
  - Józef Mélèze-Modrzejewski – polski historyk świata antycznego i papirolog[21]
  - Boris Nikołow – bułgarski bokser, medalista olimpijski[22]
  - Stanisław Padewski – polski biskup rzymskokatolicki, kapucyn[23]
  - Andrzej Papuziński – polski reżyser i scenarzysta[24][25]
  - Jerzy Partyka – polski kompozytor[26]
  - Marie-Paule Rambeau – francuska badaczka twórczości Fryderyka Chopina[27]
- 28 stycznia
  - Roman Chruścikowski – polski działacz podziemia niepodległościowego w czasie II wojny światowej, kawaler orderów[28]
  - Kazimierz Czarnecki – polski polityk i działacz społeczny, poseł na Sejm PRL VI kadencji[29]
  - Zbigniew Grabowski – polski chemik[30]
  - Bernardo Miguens – argentyński rugbysta i trener[31]
  - Geoff Nicholls – brytyjski kompozytor i klawiszowiec[32]
  - Lennart Nilsson – szwedzki fotograf[33]
  - Andrzej Nikodemowicz – polski kompozytor, pianista i pedagog[34]
  - Zdzisław Olszewski – polski inżynier i urzędnik państwowy, wojewoda elbląski[35]
  - Richard Portman – amerykański inżynier dźwięku[36]
  - Ryszard Stefan Rut – polski elektrotechnik, profesor nadzwyczajny Politechniki Rzeszowskiej[37][38]
  - Salvatore Tatarella – włoski polityk[39]
  - Alaksandr Cichanowicz – białoruski piosenkarz[40]
- 27 stycznia
  - Walerij Bołotow – rosyjski dowódca wojskowy związany z Ługańską Republiką Ludową[41]
  - Maciej Demel – polski pedagog, lekarz, profesor nauk o kulturze fizycznej[42]
  - Zenon Faszyński – polski poeta[43][44]
  - Zbigniew Galor – polski socjolog i esperantysta, doktor habilitowany, profesor nadzwyczajny[45]
  - Bob Holiday – amerykański aktor[46]
  - Tadeusz Kołodziej – polski ekonomista, profesor nadzwyczajny Politechniki Warszawskiej[47][48]
  - Robert Ellis Miller – amerykański reżyser filmowy i telewizyjny[49]
  - Karl Mitterdorfer – włoski polityk i politolog narodowości niemieckiej, parlamentarzysta krajowy i europejski[50]
  - Brunhilde Pomsel – niemiecka stenotypistka, osobista sekretarka Josepha Goebbelsa[51][52]
  - Emmanuelle Riva – francuska aktorka[53]
  - Billy Simpson – północnoirlandzki piłkarz[54]
- 26 stycznia
  - Anne-Marie Colchen – francuska koszykarka i lekkoatletka[55]
  - Mike Connors – amerykański aktor[56]
  - Tam Dalyell – brytyjski polityk, wieloletni członek Izby Gmin (1962–2005)[57]
  - Barbara Hale – amerykańska aktorka[58]
  - Leonard Linkow – amerykański dentysta, pionier implantologii[59]
  - Tadeusz Malak – polski aktor i reżyser, prorektor Państwowej Wyższej Szkoły Teatralnej im. Ludwika Solskiego w Krakowie[60]
  - Bohdan Paczowski – polski architekt, eseista i fotografik[61]
  - Michael Tönnies – niemiecki piłkarz[62]
  - Jan Uberman – polski duchowny rzymskokatolicki, Honorowy Obywatel Wolina[63]
- 25 stycznia
  - Buchi Emecheta – nigeryjsko-brytyjska pisarka[64]
  - Kevin Geer – amerykański aktor[65]
  - John Hurt – brytyjski aktor[66]
  - Leszek Konarski – polski samorządowiec i inżynier, opozycjonista w czasach PRL, starosta olkuski (2002–2010)[67]
  - Irena Kotowicz-Borowy – polski socjolog wsi, etnograf[68]
  - Jan Józef Kuś – polski otolaryngolog, prof. dr hab. med.[69][70]
  - Harry Mathews – amerykański pisarz[71]
  - Mary Tyler Moore – amerykańska aktorka[72]
  - Nambo Robinson – jamajski puzonista reggae[73]
- 24 stycznia
  - Edward Berger – polski inżynier elektryk i działacz państwowy, przewodniczący Prezydium Wojewódzkiej Rady Narodowej w Bydgoszczy (1980–1981)[74]
  - Bolesław Karpiel-Bułecka – polski muzyk ludowy, lutnik i tancerz[75]
  - Włodzimierz Kozłowski – polski historyk[76]
  - Martin Lohmuller – amerykański biskup katolicki[77]
  - Jacques P. Moreau – francuski polityk i działacz związkowy, eurodeputowany I kadencji[78]
  - Wanda Orlińska – polska malarka i ilustratorka[79]
  - Allan Steinfeld – amerykański działacz i sędzia sportowy[80][81]
  - Butch Trucks – amerykański perkusista, członek zespołu The Allman Brothers Band[82]
  - Chuck Weyant – amerykański kierowca wyścigowy[83]
- 23 stycznia
  - Ryszard Cieśliński – polski pedagog, profesor nadzwyczajny Akademii Wychowania Fizycznego Józefa Piłsudskiego w Warszawie[84][85]
  - Bobby Freeman – amerykański piosenkarz soul i R&B, autor tekstów, producent muzyczny[86]
  - Dmytro Hrabowski – ukraiński kolarz szosowy[87]
  - Gorden Kaye – brytyjski aktor[88]
  - Boško Krunić – jugosłowiański polityk, przewodniczący Związku Komunistów Wojwodiny (1981–1982, 1984–1985) oraz Związku Komunistów Jugosławii (1987–1988)[89]
  - Douglas Reeman – brytyjski pisarz[90]
  - Andrzej Wiktor Sokołowski – polski ekonomista, prof. dr hab. inż.[91][92]
  - Józef Surowiak – polski biolog, prof. dr hab., żołnierz Armii Krajowej[93][94]
  - Światosław Świacki – rosyjski poeta i tłumacz[95][96]
  - Andrzej Żupański – polski działacz podziemia niepodległościowego w czasie II wojny światowej[97]
- 22 stycznia
  - Bimba Bosé – hiszpańska modelka, aktorka, piosenkarka[98]
  - Józef Brudny – polski nauczyciel i mistrz sztuk walki[99]
  - Bogusław Czerwiński – polski dziennikarz[100]
  - Barbara Hajduga – polska artystka baletowa, choreograf i animator kultury[101]
  - Cristina-Adela Foișor – rumuńska szachistka[102]
  - Helena Karwacka – polski historyk literatury, prof. dr hab.[103][104]
  - Lisbeth Korsmo – norweska łyżwiarka szybka[105]
  - Jaki Liebezeit – niemiecki perkusista rockowy, członek zespołu Can[106]
  - Joel Matuszek – polski samorządowiec, burmistrz Opalenicy (1994–1998), starosta nowotomyski (1999–2006)[107]
  - Władysław Łosiński – polski archeolog, prof. dr hab.[108][109]
  - Masaya Nakamura – japoński przedsiębiorca, prezes i założyciel Namco Ltd.[110]
  - Jerzy Świderski – polski lekarz, prof. dr hab., uczestnik powstania warszawskiego[111][112]
  - József Torgyán – węgierski prawnik, polityk, wicepremier, minister rolnictwa[113]
  - Yordano Ventura – amerykański baseballista[114]
  - Peter Overend Watts – brytyjski basista, członek zespołu Mott the Hoople[115]
- 21 stycznia
  - Marc Baecke – belgijski piłkarz[116]
  - Maciej Jędrysik – polski specjalista budownictwa wodnego, kawaler orderów[117]
  - Stanisław Pacura – polski żużlowiec[118]
  - Maggie Roche – amerykańska piosenkarka folkowa[119]
  - Francesco Saverio Salerno – włoski duchowny katolicki, biskup[120]
  - Jan Paweł Skulmowski – polski samorządowiec i pracownik naukowy, burmistrz Rucianego-Nidy (1990–1994, 1998–2002)[121]
  - Jerzy Tomaszewski – polski transfuzjolog, dr hab. med.[122][123]
  - Veljo Tormis – estoński kompozytor[124]
- 20 stycznia
  - Renato Buzzonetti – włoski lekarz, osobisty lekarz papieski[125]
  - Ryszard Krystek – polski inżynier, profesor nauk technicznych, wiceminister infrastruktury w latach 2004–2005[126]
  - Charles Liteky – amerykański działacz pokojowy, duchowny katolicki[127]
  - Czesław Rajtar – polski piłkarz[128]
  - Carlos Alberto Silva – brazylijski trener piłkarski[129]
  - Chuck Stewart – amerykański fotograf muzyczny związany jazzem[130]
  - Max Wilcox – amerykański producent nagrań muzyki klasycznej[131]
- 19 stycznia
  - Loalwa Braz – brazylijska piosenkarka, znana m.in. z przeboju Lambada[132]
  - Miguel Ferrer – amerykański aktor i reżyser[133]
  - Oswald Hager – niemiecki przedsiębiorca, założyciel Hager Group[134]
  - Rafał Wójcikowski – polski ekonomista, polityk, poseł na Sejm RP[135]
  - Teori Zavascki – brazylijski sędzia Sądu Najwyższego[136]
- 18 stycznia
  - Peter Henry Abrahams – południowoafrykański pisarz[137]
  - Maciej Bernhardt – polski specjalista budowy i eksploatacji maszyn, prof. dr inż., uczestnik powstania warszawskiego[138][139]
  - Mike Kellie – angielski perkusista, członek zespołu Spooky Tooth[140]
  - Karol Latowski – polski biolog, prof. zw. dr hab.[141]
  - Sławomir Pajor – polski polityk, samorządowiec, prezydent Stargardu[142]
  - Władysław Markiewicz – polski socjolog, prof. zw. dr hab.[143][144]
  - Roberta Peters – amerykańska sopranistka[145]
- 17 stycznia
  - Mirosław Begger – polski zapaśnik, działacz, komentator i dziennikarz sportowy[146]
  - Jan Boć – polski profesor nauk prawnych, specjalista prawa administracyjnego[147]
  - Marian Janusz Kawałko – polski poeta, pisarz, regionalista, tłumacz i samorządowiec[148]
  - Wiktor Węgrzyn – polski działacz społeczny, twórca, komandor i prezes zarządu Motocyklowych Rajdów Katyńskich[149]
  - Romana Zawitkowska – polska działaczka opozycji demokratycznej w PRL, dama orderów[150][151]
- 16 stycznia
  - Erich Abram – włoski alpinista[152][153]
  - Eugene Cernan – amerykański astronauta[154]
  - Stanisław Dronicz – polski wojskowy, działacz opozycji w PRL[155]
  - Zdzisław Haś – polski mechanik, prof. dr hab. inż.[156][157]
  - Franz Jarnach – niemiecki aktor[158]
  - Marian Indelak – polski działacz lewicowy[159]
  - Tomasz Kalita – polski polityk i działacz społeczny[160]
  - Stefan Marciniak – polski ekonomista, prof. dr hab.[161][162]
  - Leszek Mizieliński – polski polityk, samorządowiec, wojewoda mazowiecki[163]
  - William Onyeabor – nigeryjski muzyk funk[164]
  - Józef Tomasz Pokrzywniak – polski historyk literatury, profesor nauk humanistycznych[165]
  - Charles Bobo Shaw – amerykański perkusista free jazzowy[166]
  - Ted Woodward – angielski rugbysta[167]
- 15 stycznia
  - Stanisław Bryndal – polski rzeźbiarz[168][169]
  - Roman Darowski – polski jezuita, filozof, profesor Wydziału Filozoficznego Akademii Ignatianum w Krakowie[170]
  - Aleksandr Jeżewski – rosyjski polityk, minister budowy traktorów i maszyn rolniczych[171]
  - Alicja Klemińska – polska pływaczka, wielokrotna mistrzyni i rekordzistka Polski, trenerka[172]
  - Tatiana Klonowicz – polski psycholog, prof. dr hab.[173][174]
  - Mieczysław Maliński – polski duchowny katolicki, doktor teologii, kaznodzieja, pisarz i publicysta „Dziennika Polskiego”[175]
  - Anna Rzeszut – polska działaczka kulturalna, propagatorka kultury ludowej[176]
  - Jimmy Reiher Sr. – fidżyjski zawodowy zapaśnik i aktor[177]
  - Jan Szczepański – polski bokser, mistrz olimpijski (1972)[178]
- 14 stycznia
  - Lech Bożentowicz – polski elektryk, kawaler orderów[179]
  - Czesław Grodzki – polski stomatolog, dr hab. n. med.[180][181]
  - Roman Kalisz – polski naukowiec, anglista i językoznawca[182]
  - Dariusz Waldemar Kruze – polski działacz podziemia niepodległościowego w czasie II wojny światowej, kawaler orderów[183]
  - Krzysztof Maurin – polski matematyk i fizyk matematyczny[184]
  - Herbert Mies – niemiecki polityk[185]
  - Henryk Mikosza – polski bioelektronik, prof. dr hab.[186][187]
  - Roch Sygitowicz – polski aktor[188]
  - Zhou Youguang – chiński ekonomista, językoznawca[189]
- 13 stycznia
  - Gilberto Agustoni – szwajcarski duchowny katolicki, kardynał[190]
  - Antony Armstrong-Jones – brytyjski arystokrata, fotograf, twórca filmów dokumentalnych[191]
  - Hans Berliner – niemiecki szachista i informatyk[192]
  - Janusz Karol Dąbrowski – polski fizyk, profesor Instytutu Problemów Jądrowych im. Andrzeja Sołtana[193][194]
  - Jolanta Dworzaczkowa – polska historyk, profesor Uniwersytetu im. Adama Mickiewicza w Poznaniu, znawczyni dziejów reformacji i kontrreformacji[195]
  - Piotr Gaca – polski skrzypek folkowy[196]
  - Tatiana Gierek – polska laryngolog, profesor nauk medycznych[197]
  - Dick Gautier – amerykański aktor[198]
  - Zofia Jasińska – polska specjalistka uprawy roślin, prof. zw. dr hab.[199][200]
  - Tadeusz Ulatowski – polski malarz, grafik i ilustrator[201][202]
- 12 stycznia
  - Giulio Angioni – włoski pisarz i antropolog[203]
  - William Peter Blatty – amerykański pisarz[204]
  - Tadeusz Dec – polski działacz państwowy i partyjny, wicewojewoda przemyski[205]
  - Wsiewołod Murachowski – rosyjski działacz państwowy i partyjny[206]
  - Ireneusz Nowacki – polski perkusista, członek zespołów Recydywa, Cross i Romuald i Roman[207]
  - Maria Składanek – polska orientalistka, profesor zwyczajny Uniwersytetu Warszawskiego[208][209]
  - Graham Taylor – angielski piłkarz i trener[210]
  - Teresa Wrzesińska – polska działaczka społeczna, wieloletni wiceprezes PZN[211]
  - Wacław Wyrozumski – polski nawigator, autor publikacji lotniczych[212]
- 11 stycznia
  - Tommy Allsup – amerykański gitarzysta[213]
  - Tony Booth – brytyjski projektant plakatów[214][215]
  - Roman Skrzypczak – polski duchowny starokatolicki i działacz ekumeniczny[216]
  - Bohdan Szucki – polski toksykolog, nauczyciel akademicki, w okresie II wojny światowej żołnierz walczący w narodowej partyzantce, działacz społeczny[217]
  - François Van der Elst – belgijski piłkarz[218]
  - Zbigniew Wolski – polski inżynier architekt, autor podręczników dla szkół zawodowych[219]
  - Jerzy Znosko – polski geolog, tektonik, profesor nauk przyrodniczych, członek rzeczywisty Polskiej Akademii Nauk[220]
- 10 stycznia
  - Fernand Decanali – francuski kolarz torowy i szosowy, mistrz olimpijski[221]
  - Buddy Greco – amerykański piosenkarz i pianista jazzowy[222]
  - Roman Herzog – niemiecki prawnik i polityk (CDU), prezydent Niemiec w latach 1994–1999[223]
  - Clare Hollingworth – brytyjska dziennikarka, korespondentka wojenna[224]
  - Ryszard Parulski – polski szermierz i działacz sportowy[225]
  - Jerzy Lech Rolski – polski działacz podziemia niepodległościowego w czasie II wojny światowej oraz powojennego podziemia antykomunistycznego, kawaler orderów[226]
  - Tony Rosato – kanadyjski aktor[227]
  - Andrzej Rybski – polski hokeista, reprezentant kraju, uczestnik mistrzostw świata w 1975[228]
  - Oliver Smithies – amerykański genetyk angielskiego pochodzenia, pracujący na University of North Caroline[229]
  - Andrzej Szewc – polski prawnik, doktor habilitowany nauk prawnych, profesor Uniwersytetu Śląskiego[230]
- 9 stycznia
  - Zygmunt Bauman – polski socjolog, filozof, eseista, jeden z twórców koncepcji postmodernizmu[231][232]
  - Roberto Cabañas – paragwajski piłkarz[233]
  - Patrick Flores – amerykański duchowny katolicki, arcybiskup[234]
  - Krystyna Katulska – polska matematyk[235]
  - Henryk Michałowski – polski dowódca wojskowy, generał brygady pilot Wojska Polskiego, dowódca Wojsk Lotniczych[236]
  - Józef Panek – polski lekkoatleta i szkoleniowiec[237]
  - Krzysztof Postawski – polski specjalista ginekologii i położnictwa, prof. dr hab. n. med.[238][239]
  - Jerzy Szpunt – polski muzealnik, organizator i dyrektor Muzeum Regionalnego w Pleszewie w latach 1982–2008[240][241]
- 8 stycznia
  - Buddy Bregman – amerykański aranżer, producent i kompozytor[242]
  - Nicolai Gedda –  szwedzki śpiewak operowy, tenor[243]
  - James Mancham – seszelski polityk, prawnik, pierwszy prezydent Seszeli[244]
  - Rod Mason – angielski trębacz jazzu tradycyjnego[245]
  - Ali Akbar Haszemi Rafsandżani – irański duchowny i polityk, prezydent Iranu w latach 1989–1997[246]
  - Peter Sarstedt – brytyjski piosenkarz[247]
  - Stanisław Włosok-Nawarski – polski wojskowy, pilot Dywizjonu 302[248]
- 7 stycznia
  - Mikołaj Bieszczadowski – polski poeta i tłumacz[249]
  - Nat Hentoff – amerykański historyk, powieściopisarz, krytyk muzyczny (jazz i country), felietonista[250]
  - Eddie Kamae – hawajski wirtuoz ukulele, wokalista, kompozytor, producent filmowy[251]
  - Andrzej Korman – polski muzykolog i dziennikarz[252]
  - Jerzy Kossela – polski gitarzysta, wokalista, członek zespołu Czerwone Gitary[253]
  - Lelio Lagorio – włoski polityk[254]
  - Paulius Normantas – litewski fotograf, podróżnik i poeta[255]
  - Mário Soares – portugalski polityk, premier (1976–1978, 1983–1985) i prezydent Portugalii (1986–1996)[256]
  - Lech Trzeciakowski – polski historyk, profesor nauk humanistycznych[257]
  - Zsuzsa Vathy – węgierska pisarka[258]
- 6 stycznia
  - Mikołaj Lenczewski – polski duchowny prawosławny, ksiądz mitrat Polskiego Autokefalicznego Kościoła Prawosławnego[259]
  - Octavio Lepage – wenezuelski polityk, prezydent Wenezueli (1993)[260]
  - Józef Maślanka – polski duchowny rzymskokatolicki, pallotyn, misjonarz[261]
  - Jerzy Nachtman – polski działacz podziemia niepodległościowego w czasie II wojny światowej, kawaler orderów[262]
  - Bayezid Osman – turecki książę, 44 głowa Domu Osmańskiego (2009–2017)[263]
  - Ricardo Piglia – argentyński pisarz i scenarzysta filmowy[264]
  - Om Puri – indyjski aktor filmowy[265]
  - Jerzy Seńczuk – polski strażak, nadbrygadier Państwowej Straży Pożarnej[266]
  - Francine York – amerykańska aktorka[267]
  - Danuta Zapolska-Downar – polska farmaceutka, prof. dr hab.[268][269]
- 5 stycznia
  - Géori Boué – francuska śpiewaczka operowa[270]
  - Janusz Brochwicz-Lewiński – polski generał, żołnierz batalionu „Parasol”, kawaler Orderu Wojennego Virtuti Militari[271]
  - Andrzej Lange – polski muzealnik, ekspert w dziedzinie znawstwa broni, dyrektor Muzeum im. Orła Białego w latach 1996–2003[272]
  - Rolf Linkohr – niemiecki fizyk, polityk, eurodeputowany[273]
  - Frank Murphy – irlandzki lekkoatleta, średniodystansowiec[274]
  - Jan Sabliński – polski hematolog i radiolog, doktor habilitowany, prezes Polskiego Towarzystwa Badań Radiacyjnych[275][276][277]
  - Christopher Weeramantry – lankijski prawnik[278]
- 4 stycznia
  - Sandra Landy – angielska brydżystka[279]
  - Ezio Pascutti – włoski piłkarz[280]
  - Georges Prêtre – francuski dyrygent[281]
  - Milt Schmidt – kanadyjski hokeista[282]
  - Andrzej Żaki – polski archeolog[283]
- 3 stycznia
  - Ivo Brešan – chorwacki pisarz[284]
  - Élie Cester – francuski rugbysta[285]
  - Ludwik Krempa – polski generał brygady pilot[286][287]
  - Michał Kulenty – polski kompozytor i saksofonista jazzowy[288]
  - Teodozjusz (Kupiczkow) – bułgarski biskup prawosławny[289]
  - Irma Śledzińska – polski fizyk, doktor habilitowany nauk fizycznych[290][291]
  - Igor Wołk – rosyjski kosmonauta[292]
  - Jerzy Zacharzewski – polski konstruktor i publicysta[293]
- 2 stycznia
  - John Berger – brytyjski pisarz, malarz, krytyk sztuki[294]
  - Albert Brewer – amerykański polityk[295]
  - Wiktor Cariow – rosyjski piłkarz i trener[296]
  - Edward Czapula – polski dyplomata, chargé d’ affaires PRL w Jordanii (1971–1973)[297]
  - Bernard Gelert – polski jeździec, dwukrotny mistrz Polski w ujeżdżeniu[298]
  - Stanisław Głowacki – polski kompozytor i chórmistrz[299]
  - Anthony Goldstone – angielski pianista[300]
  - Franco Loja – holenderski przedsiębiorca i publicysta[301]
  - Richard Machowicz – amerykański żołnierz sił specjalnych Navy SEALs, publicysta prasowy i prezenter telewizyjny[302]
  - Teresa Rakowska-Harmstone – polska politolog, profesor nadzwyczajny Collegium Civitas w Warszawie[303][304]
  - Anna Magdalena Schwarzová – czeska zakonnica, Karmelitanka Bosa, działaczka religijna i więzień hitlerowskiego i komunistycznego reżimu[305][306]
  - Jean Vuarnet – francuski narciarz alpejski, mistrz olimpijski i dwukrotny medalista mistrzostw świata[307]
- 1 stycznia
  - Tony Atkinson – brytyjski ekonomista[308]
  - Hilarion Capucci – syryjski biskup katolicki[309]
  - Stanisław Hniedziewicz – polski polityk i prawnik, poseł na Sejm RP[310]
  - Aleksander Jackowski – polski etnograf i historyk sztuki[311]
  - Władimir Michałkin – rosyjski generał, dowódca wojskowy, marszałek artylerii[312]
  - Memo Morales – wenezuelski piosenkarz[313]
  - Ja’akow Ne’eman – izraelski polityk, minister[314]
  - Emmanuel Niyonkuru – burundyjski polityk, Minister Gospodarki Wodnej i Ochrony Środowiska[315]
  - Derek Parfit – brytyjski filozof[316]
  - Talat Tunçalp – turecki kolarz szosowy, działacz sportowy[317]
  - Bogdan Tuszyński – polski dziennikarz sportowy, historyk sportu[318]